# 波賀郵便局
波賀郵便局（はがゆうびんきょく）は、兵庫県宍粟市にある郵便局。民営化前の分類では無集配特定郵便局であった。

## 概要
住所：〒671-4221 兵庫県宍粟市波賀町上野208-2
かつては集配郵便局であったが、民営化前に集配業務を播磨一宮郵便局に移管し無集配郵便局となった。

## 沿革
- 1986年（昭和61年）2月10日 - 上野郵便局から波賀郵便局に改称[1]
- 2007年（平成19年）2月13日 - 播磨一宮郵便局へ集配業務を移管、無集配局となる。郵便番号を671-4299から671-4221に変更
- 2007年（平成19年）10月1日 - 民営化
- 2012年（平成24年）10月1日 - 日本郵便株式会社発足

## 取扱内容
- 郵便、印紙、ゆうパック、内容証明
- 貯金、為替、振替、振込、国際送金、国債
- 生命保険、バイク自賠責保険
- 地方公共団体事務（兵庫県住宅再建共済基金利用申込取次事務）
- ゆうちょ銀行ATM

## 周辺
- 宍粟市波賀市民局